# Paul Vlaanderen en het Alex-mysterie
Paul Vlaanderen en het Alex-mysterie is een hoorspelserie naar Paul Temple and the Alex Affair van Francis Durbridge. Ze werd vanaf 22 februari 1968 uitgezonden door de BBC. Vertaald door Alfred Pleiter zond de AVRO haar uit vanaf dinsdag 7 januari 1969. De regisseur was Dick van Putten.

## Delen
- Deel 1: Mrs. Trevelyan (duur: 29 minuten)
- Deel 2: Dr. Kohima (duur: 28 minuten)
- Deel 3: Carl Lathom (duur: 27 minuten)
- Deel 4: “Spider” Williams (duur: 26 minuten)
- Deel 5: Wilfred Davies (duur: 26 minuten)
- Deel 6: Leo Brent (duur: 27 minuten)
- Deel 7: Het meisje in het bruin (duur: 30 minuten)
- Deel 8: Kennismaking met Alex (duur: 30 minuten)

## Rolbezetting
- Johan Schmitz (Paul Vlaanderen)
- Wieke Mulier (Ina, zijn vrouw)
- Joan Remmelts (Sir Graham Forbes)
- Jan Borkus (inspecteur Crane)
- Hans Karsenbarg (Wilfred Davies)
- Tonny Foletta (? Webb)
- Tom van Beek (Walter Day & Leo Brent)
- Rudolf Damsté (Shaw & een brigadier)
- Frans Vasen (Donald & Bradley)
- Wam Heskes (Sir Ernest Crambury)
- Maarten Kapteijn (Mulroy & Thomas)
- Nel Snel (Lady Wyman & juffrouw Holm)
- Willy Ruys (Dr. Lang & een ober)
- Paul Deen ("Spider" Williams)
- Nora Boerman (Dott, een telefoniste & Flora)
- Joke Hagelen (een dienstmeisje)
- Hans Veerman (Carl Lathom)
- Willy Brill (Mrs. Trevelyan)
- Harry Bronk (Ricky)
- Rob Geraerds (Dr. Kohima)
- Johan te Slaa (een schipper)
- Frans Somers (Frank Chester)
- Rudi West (brigadier Dixon)
- Jos van Turenhout (een man)
- Floor Koen (een chauffeur)

## Inhoud
Paul Vlaanderen is druk bezig aan zijn nieuwe boek als de kranten uitbazuinen: "Scotland Yard roept Paul Vlaanderen ter hulp". Hij krijgt bezoek van Sir Graham Forbes en inspecteur Crane, die hun zorgen over de "Alex"-moorden kenbaar maken. Tot dusver waren Richard East en Norma Rice de slachtoffers, en telkens stond het woord "Alex" ergens op de plaats van de misdaad gekrabbeld. Vlaanderen zegt hun dat hij het te druk heeft met zijn nieuwe boek, maar hij raakt geïnteresseerd als hij deelneemt aan een radioprogramma, waarbij een van de andere gasten, Sir Ernest, ineenzakt en met zijn laatste adem Vlaanderen toefluistert: "Er is iets dat je moet weten, ik wil je iets vertellen over Alex..." Op weg naar huis probeert iemand Vlaanderens auto van de weg te rijden. Is dat een waarschuwing dat hij zich niet moet bemoeien met het "Alex-mysterie"?